# Athrips adumbratella
Athrips adumbratella är en fjärilsart som beskrevs av Pieter Cornelius Tobias Snellen 1883. Athrips adumbratella ingår i släktet Athrips och familjen stävmalar. Inga underarter finns listade i Catalogue of Life.